# The Wanted
The Wanted — британо-ирландский бойз-бенд, основанный в 2009 году. В состав группы входят Макс Джордж, Сива Канесваран, Джеймс МакГинесс и Нейтан Сайкc.

## История
The Wanted начали своё существование в 2009 году в Лондоне под руководством Джейн Коллинз, которая ранее организовала группу The Saturdays. Среди юношей было организовано прослушивание, по итогам которого выбрали 5 участников — Макса Джорджа, Сиву Канесварана, Джея МакГинесса, Тома Паркера (1988—2022) и Нейтана Сайкса. Менеджером группы стал Скутер Браун.
2009—2010The Wanted
Первый сингл «All Time Low» был создан под руководством Стива Мака, Уэйна Гектора и Эда Дреуэтта в июле 2010 года. Сингл имел успех и достиг 1 места в чартах Великобритании. Группа, вдохновленная успехом сингла, приступила к работе над дебютным альбомом, продюсерами которого выступили Гай Чамберс (Guy Chambers), Тайо Круз (Taio Cruz) и Стив Мак (Steve Mac).
2010The Wanted
Первый студийный альбом The WANTED был выпущен 25 октября 2010 года и занял 4-ю позицию в чартах Великобритании. Сингл «Heart Vacancy» достиг 2-й позиции, а «Lose My Mind» 19-й. В Великобритании альбом стал платиновым.
В марте 2011 группа поехала в свой первый тур — The Behind Bars Tour, билеты на который были распроданы в течение недели. Тур продолжался с 26 марта по 15 апреля 2011 года и проходил через 12 городов Великобритании.

## 2011: Battleground
В январе 2011 группа начала работать над вторым студийным альбомом.
Он назывался Battleground и вышел 4 ноября 2011 года. Альбом также имел успех и оказался на 5-й строчке в чартах Великобритании и 4-й в чартах Ирландии. Сингл «Gold Forever», выпущенный в помощь благотворительной организации Comic Relief, достиг 3-й позиции в UK Singles Chart. Хит «Glad You Came» возглавлял чарт синглов Великобритании в течение двух недель, в Ирландии — в течение пяти недель. Синглы «Lightning» и «Warzone» в Великобритании стали хитами № 2 и № 21 соответственно.
Начиная с 2012 года, группа стала популярна в США и в Канаде, продав 3 миллиона копий песни «Glad You Came», благодаря этому они попали в Billboard Hot 100. При этом их второй сингл — «Chasing The Sun» — стал вторым в чарте Billboard и первым в чарте Hot Dance Club Songs.

## 2013: Word Of Mouth и The Wanted Life
Вскоре после выхода Battleground группа начала работать над третьим студийным альбомом.
В мае 2011 года песня «Chasing The Sun» стала главным синглом альбома. Примерно в то же время, они представили новый трек «Satellite», который был написан в соавторстве с Райаном Теддером.
В августе 2012 было объявлено о съёмках видеоклипа на новый сингл «I Found You». Однако, когда клип был выпущен 15 октября, оказалось, что было отснято два видео, вторым из которых является фан-версия, вышедшая позже, 21 декабря. «I Found You» стал вторым синглом с предстоящего альбома и был выпущен 5 ноября. В апреле 2013 года группа объявила о выпуске третьего сингла с третьего альбома, под названием «Walks Like Rihanna», названный в честь певицы Рианны. Он был выпущен 23 июня 2013 года и достиг 4-й строчки в UK Singles Chart. 11 августа был выпущен сингл под названием «We Own the Night».
В 2013 году было объявлено, что группа будет сниматься в своём собственном реалити-шоу под названием «The Wanted Life», которое будет показано по телевизионной сети E!. В реалити-шоу будут запечатлены моменты пребывания группы в Лос-Анджелесе во время записи своего третьего альбома и подготовки к мировому турне, а также повседневное времяпровождение и развлечения. Шоу предоставит зрителям возможность познакомиться с миром The Wanted.
9 сентября 2013 группа объявила, что третий альбом под названием «Word of Mouth» выйдет 4 ноября 2013 года.
Группа взяла паузу с 2014 по 2021, 8 сентября 2021 года группа воссоединилась.

## Участники

### Макс Джордж
Макс Джордж (полностью англ. Maximillian «Max» Alberto George, рус. Максимиллиан Альберто Джордж) родился 6 сентября 1988 года в Манчестере. До участия в группе играл в футбол в клубе «Престон Норт Энд» Был участником коллектива Avenue, в состав которого входили Джонатан Ллойд, Скот Кларк, Росс Кэнди и Джейми Тинклер. Однако, коллектив распался в апреле 2009 года.
Был обручен с актрисой Мишель Киган, но в апреле 2012 пара разорвала помолвку, и вскоре они объявили о расставании.
С сентября 2013 по февраль 2014 встречался с датской моделью Ниной Агдал.

### Нейтан Сайкс
Нейтан Сайкс (полностью анг. Nathan James Sykes, рус. Нейтан Джеймс Сайкс) родился 18 апреля 1993 года в Глостере  (недоступная ссылка)
Начал петь и выступать в возрасте 6 лет. Внесён в книгу рекордов Гиннеса как певец-подросток с самым мощным в мире голосом. 18 апреля 2013, на своё 20-летие Сайкс перенес операцию на голосовые связки. Первый его выход после операции, был в июне 2013 на Летнем балу радиосети Capital. Для 80 тыс. поклонников появление Сайкса было настоящим сюрпризом, неожиданно появившись посреди сцены, он исполнил своё соло в «I Found You».
В августе 2013 записал вместе с Арианой Гранде саундтрек для фильма Орудия смерти: Город костей.
В сентябре 2013 подтвердил свои отношения с Гранде. Их роман длился недолго, в конце ноября пара рассталась. Является другом известных групп Lawson, Эд Ширан, Джастин Тимберлейк, Рита Ора, Джастин Бибер(с которым они в 2011 вместе ездили в тур),One Direction и другие.
После того как группа объявил о временном перерыве, Нейтан решил что хочет стать соло-певцом, его многие поддержали. Его само мнение об этом: «Когда выступаешь в группе ты чувствуешь что используешь свой голос только лишь на 20-30 %, мне многие советовали чтобы я стал соло-артистом, ведь я могу использовать свой голос на все 100 %»
В 2015 году в марте месяца Нейтан выпустил свой первый сингл Kiss me Quick. До этого он снял клип на песню More than you’ll ever know.
А в 2016 году 11 ноября вышел его дебютный альбом под названием «Unfinished Business».

### Сива Канесваран
Сива Канесваран (полностью англ. Siva Stephen Michael Kaneswaran, рус. Сива Стефан Майкл Канесваран) родился 16 ноября 1988 в Дублине. Его отец родом из Шри-Ланки, а мать ирландка. У него есть брат-близнец Кумар и ещё 6 братьев. С 16 лет работал в модельном агентстве Storm Model Management.Снимался в восьми эпизодах Rock Rivals.Проводит всё своё свободное время в своей домашней студии, сочиняя и записывая треки или просто играя на гитаре.
Есть девушка Нариша МакКефри, дизайнер обуви, помолвлены.

### Том Паркер
Том Паркер (полностью англ. Thomas Anthony «Tom» Parker, рус. Томас Энтони Паркер) родился 4 августа 1988 в Болтоне. Играл на гитаре с 16 лет. Изучал географию в Манчестерском столичном университете, но бросил учёбу, чтобы стать «Марком Оуэном» в группе Take That 2.Но, к сожалению, его попытка провалилась.
Встречался с танцовщицей Келси Хардвик.
Являлся владельцем «Hashtagz Clothing».
Скончался 30 марта 2022 года после тяжелой болезни — глиобластомы.

### Джей МакГинесс
Джей МакГинесс (полностью англ. James «Jay» Noah Carlos McGuiness, рус. Джеймс Ноа Карлос МакГинесс) родился 24 июля 1990 в Ноттингеме. Учился в католической школе Ньюарка. В возрасте 13 лет перешёл в танцевальную школу Charlotte Hamilton School. Учится играть на ударных. Также умеет играть на пианино. МакГинесс левша и вегетарианец. Назван самым сексуальным вегетарианцем мужского пола в организации PETA в 2013 году.

## СМИ

### Wanted Wednesday
Группа выпускает еженедельный подкаст #WantedWednesday, показывая закулисную жизнь, и общественную деятельность.

## Дискография
Студийные альбомы
- The Wanted (2010)
- Battleground (2011)
- Word of Mouth (2013)

Мини-альбомы
- The Wanted (2012)

## Фильмография
- Chasing The Saturdays[англ.] (2013) — 7 эпизодов
- The Wanted Life[англ.] (2013)